# 제10회 미국 배우 조합상
제10회 미국 배우 조합상은 2003년 뛰어난 활동을 보인 영화 배우를 기리기 위해 2004년 2월에 열린 시상식이다. LA, Shrine Exposition Center에서 개최되었다.

## 수상 및 후보

### 영화부문 앙상블상
- 반지의 제왕 3 - 왕의 귀환 - 일라이저 우드 외 18인 수상
- 천사의 아이들 - 사라 볼거 외 4인
- 미스틱 리버 - 숀 펜 외 5인
- 씨비스킷 - 토비 맥과이어 외 5인
- 스테이션 에이전트 - 피터 딘클리지

### 영화부문 여우주연상
- 몬스터 - 샤를리즈 테론 수상
- 21 그램 - 나오미 왓츠
- 사랑할 때 버려야 할 아까운 것들 - 다이안 키튼
- 스테이션 에이전트 - 패트리시아 클락슨
- 써틴 - 에반 레이첼 우드

### 영화부문 남우주연상
- 캐리비안의 해적 - 블랙 펄의 저주 - 조니 뎁 수상
- 모래와 안개의 집 - 벤 킹슬리
- 사랑도 통역이 되나요? - 빌 머레이
- 미스틱 리버 - 숀 펜
- 스테이션 에이전트 - 피터 딘클리지

### 영화부문 여우조연상
- 콜드 마운틴 - 르네 젤위거 수상
- 러브 인 카지노 - 마리아 벨로
- 에이프릴의 특별한 만찬 - 패트리시아 클락슨
- 써틴 - 홀리 헌터
- 웨일 라이더 - 케이샤 캐슬 휴즈

### 영화부문 남우조연상
- 미스틱 리버 - 팀 로빈스 수상
- 21 그램 - 베니시오 델 토로
- 러브 인 카지노 - 알렉 볼드윈
- 라스트 사무라이 - 와타나베 켄
- 씨비스킷 - 크리스 쿠퍼

### TV드라마부문 앙상블연기상
- 식스 핏 언더 - 피터 크라우즈 수상
- CSI 과학수사대 - 윌리암 L. 피터슨
- 법과 질서 - 성범죄 수사대 - 제스 L. 마틴 외 5인
- 웨스트 윙 - 앨리슨 제니 외 8인
- FBI 실종 수사대 - 에릭 클로즈 외 4인

### TV드라마부문연기상(여자)
- 식스 핏 언더 - 프란시스 콘로이 수상
- 앨리어스 - 제니퍼 가너
- Judging Amy - 타인 댈리
- 법과 질서 - 성범죄 수사대 - 마리스카 하지테이
- 웨스트 윙 - 스톡카드 채닝
- 웨스트 윙 - 앨리슨 제니

### TV드라마부문연기상(남자)
- 24 - 키퍼 서덜랜드 수상
- 에버우드 - 트리트 윌리암스
- 식스 핏 언더 - 피터 크라우즈
- 웨스트 윙 - 마틴 쉰
- FBI 실종 수사대 - 안소니 라파글리아

### 코미디부문 앙상블연기상
- 섹스 앤 시티 - 킴 캐트럴 외 3인 수상
- 내 사랑 레이몬드 - 패트리샤 히튼
- 프레이저 - 켈시 그래머 외 4인
- 프렌즈 - 리사 쿠드로 외 5인
- 윌 & 그레이스 - 데브라 메싱 외 4인

### 코미디부문연기상(여자)
- 윌 & 그레이스 - 메간 멀러리 수상
- 내 사랑 레이몬드 - 패트리샤 히튼
- 내 사랑 레이몬드 - 도리스 로버츠
- 프렌즈 - 리사 쿠드로
- 윌 & 그레이스 - 데브라 메싱

### 코미디부문연기상(남자)
- 탐정 몽크 - 토니 샬호브 수상
- 내 사랑 레이몬드 - 피터 보일
- 내 사랑 레이몬드 - 브래드 거렛
- 내 사랑 레이몬드 - 레이 로마노
- 윌 & 그레이스 - 션 헤이즈

### TV영화/미니시리즈부문 연기상(여자)
- 엔젤스 인 아메리카 - 메릴 스트립 수상
- 엔젤스 인 아메리카 - 메리-루이스 파커
- 엔젤스 인 아메리카 - 엠마 톰슨
- The Roman Spring of Mrs. Stone - 앤 밴크로프트
- The Roman Spring of Mrs. Stone - 헬렌 미렌

### TV영화/미니시리즈부문 연기상(남자)
- 엔젤스 인 아메리카 - 알 파치노 수상
- 엔젤스 인 아메리카 - 저스틴 커크
- 엔젤스 인 아메리카 - 제프리 라이트
- Deacons for Defense - 포레스트 휘태커
- Our Town - 폴 뉴먼

### 공로상
- 칼 말든 수상